# Transport Tycoon
A Transport Tycoon számítógépes játékot a MicroProse nevű kiadó adta ki 1994-ben. Fejlesztője Chris Sawyer. Megjelent MS-DOS, Windows 95, PlayStation platformokra.
A játékban az a feladatunk, hogy egy véletlenszerűen generált szigeten egy közlekedési vállalkozást alakítsunk ki. Ehhez négy különböző közlekedési ágazatot vehetünk igénybe: vasút, közút, repülés, hajózás. Mindegyiknek megvannak a maguk előnyei és hátrányai. A cél az, hogy a lehető legtöbb árut és utast szállítsunk minél több helyre, minél gyorsabban. Minden elfuvarozott áruért és utasért pénzt kapunk, és a pénzből tovább építhetjük birodalmunkat.

## A játék története
A játékot Chris Sawyer írta, a Railroad Tycoon mintájára. Míg a Railroad Tycoon inkább a gazdaságra helyezi a hangsúlyt (tőzsde, részvények…) addig a Transport Tycoonban a közlekedés és szállítás irányítása a hangsúlyosabb.
1995-ben megjelent a Transport Tycoon Deluxe, mely tartalmaz a mérsékelt égövön kívül további hármat: sarkvidék, sivatag, mesevilág. A cél ugyanaz mind a négy égtájon, csupán a járművek fajtája és a szállítható áruk a mások. Rendelkezik egy beépített pályaszerkesztővel is. A jelzőlámpák működése megváltozott és a járművek nevei át lettek írva fantáziatípusokra.
Később a fejlesztés két, majd három részre szakadt. Hosszú idő után Chris Sawyer kiadta a Transport Tycoon második részét Chris Sawyer’s Locomotion néven. Ez a régi rajongók közt nem aratott nagy sikert, mivel a RollerCoaster Tycoon motorjára épült. Minimális újdonságot tartalmazott, a grafikai motor pedig már régen elavult (256 szín, izometrikus nézet…) volt, mikor a játék megjelent.
A másik ág egy nem hivatalos fejlesztés, mely TTDPatch néven vált ismertté. Rengeteg apró újdonsággal szolgált és lehetővé tette a játék futtatását Windows XP rendszeren is. Elsőnek parancssori paraméterekkel, később már bonyolult konfigurációs fájllal lehetett az újdonságokat használni. Mivel a számítástechnika rengeteget fejlődött, lehetővé tette sok régebbi korlát eltörlését. Megnövekedett felbontás, nagyobb térkép, több jármű…
A másik nem hivatalos folytatás az Open Transport Tycoon, ami egy közösség által fejlesztett, szabad licencű változat.

## A játék menete

A különböző szállítható termékek szállítási lánca

A játék elején 100 000 font (vagy amilyen pénznemet beállítottunk) pénz áll a rendelkezésünkre. Ezt azonban a banktól kaptuk kölcsön, így vállalatunk értéke 0 font (100 000 font pénz és (-) 100 000 font adósság). A kölcsön után minden évben kamatot kell fizetnünk. Célunk, hogy a rendelkezésre álló pénzt minél hatékonyabban fektessük be. Ehhez szállítható árukat kell keresnünk.
A mérsékelt övben a megadott helyekre az alábbi anyagokat fuvarozhatjuk:
- szénbányából szén → szénerőmű
- vasércbányából vasérc → vaskohó
- olajkúttól, olajfúrótoronytol olaj → olajfinomító
- farmról búza → gyár
- farmról állat → gyár
- vaskohóból acél  → gyár
- erdőből fa → fatelep
- gyár és olajfinomítók által készített áru → városok
- városok közt: utasok, posta
- bankok közt: értéktárgyak

Ha a pénzt jól fektettük be, további járműveket vásárolhatunk, további útvonalakat építhetünk ki és további fuvarokat vállalhatunk.
A járművek azonban karbantartást is igényelnek, elromlanak, elavulnak, így költségünk is lesz bőven. Az idő múlásával újabb és újabb járműveket használhatunk. A gőzmozdonyokat felváltják a dízelek, a dízeleket a villanymozdonyok és motorvonatok. Később, 2000-ben megjelenik az egysínű vasút, majd a maglev. Mivel a sínek innen kezdve nem azonosak, az egész meglévő hálózatot újra kell cserélnünk. A repülők egyre gyorsabbak és nagyobbak lesznek. Hajók közül az igazi újdonság a légpárnás hajó.

## Zene
A játék zenéjét John Broomhall írta 1994 és 1995 között. A zene stílusa régi stílusú blues és jazz zene MIDI formátumban. A zenei fájlok a „gm” könyvtárban találhatóak „gm” kiterjesztéssel. Ezeket átnevezve bármely midi lejátszóval lejátszhatók.

## Hasonló játékok
- Open Transport Tycoon
- Traffic Giant
- Railroad Tycoon
- Chris Sawyer’s Locomotion
- Industry Giant
- Simutrans
- Jbss BAHN